# ایو بیسوما
ایو بیسوما (زاده ۳۰ اوت ۱۹۹۶) بازیکن فوتبال اهل مالی است. او هم‌اکنون به عنوان هافبک برای باشگاه فوتبال تاتنهام هاتسپر بازی می‌کند.

## افتخارات

### باشگاهی
تاتنهام هاتسپر
- لیگ اروپا(۱): ۲۵–۲۰۲۴